# Гуайе
Гуайе́ или Гоайе́ (самоназвание: адыгэ, гъоайе) — один из адыгских (черкесских) субэтносов, некогда проживавший в приморской зоне между натухайцами и шапсугами, с которыми к окончанию Кавказской войны, были уже фактически смешаны. После завершения Кавказской войны, более не отмечались. Их диалект адыгского языка также утрачен. По одной из версий, самоназвание гуайе в переводе с адыгского означает «смелый».

## Расселение
В середине XIX века гоайе отмечались в приморской зоне, в низовьях рек Аше, Куапсе, Копс (ныне Свирка) и Псезуапсе. 
В изданном в 1914 году «Черноморское побережье Кавказа» Григория Москвича, отмечалось, что наиболее крупные аулы гуайе располагались на правом берегу низовья реки Псезуапсе, где плотность населения была высокой. 

## Общие сведения
В 1641 году османский географ-путешественник Эвлия Челеби, среди причерноморских обществ Черкесии, отмечал «племя» вайяпиха (waipigha — в английском переводе его труда), живших к северо-западу от Сочи. Данное название, вполне может быть соотнесено как с убыхами, так и с гуаия. Так как вторая часть — «pigha», вполне сопоставима с названием убыхов — «пёх», «пэху», а первая — с этнической общностью гуайе. 
Леонтий Яковлевич Люлье, 8 лет проживший среди черкесов, писал, что — в давние времена, гоайе были «главным племенем» Черноморского побережья Кавказа, но со временем растворились среди усилившихся натухажцев и шапсугов. В 1857 году, Люлье отмечал разветвление малого племени гоаие, на следующие влиятельные фамилии — Бжегатль, Гунай, Датче, Екуас, Карджань, Косебичь, Мат, Мемет, Мигекиокь, Неуйкь, Пшиуйк, Сепене, Тлетсерок, Тлетхозь, Тхаитле, Хагун и Хамтоху. Кроме того, он указывал дворянские фамилии этого племени — Карзейк и Куиецюк, а также прервавшийся княжеский род — Шесхако. К.Ф. Сталь относил к гуайе и род Шупако, бывшей в его время одной из влиятельнейших натухайских дворянских фамилий.
С завершением Кавказской войны, фактически всё оставшееся население гуайе было выселено в Османскую империю. В 1930 году этнограф Л.И. Лавров в ходе своей экспедиции в Черноморскую Шапсугию, отмечал несколько оставшихся семейств гуайе в ауле Тхагапш. 

## Топонимика
Название субэтноса гуайе сохранилось в топонимах: 
- Гоэтхе — гора в верховьях одного из правых притоков реки Псезуапсе.
- Гуарёк — урочище на левом берегу реки Псезуапсе, в её нижнем течении. Ныне в урочище расположена санатория «Лазаревское».
- Гвай (Гуай) — историческое название местности, на месте которого впоследствии было основано селение Алексеевское.